# Puchar Interkontynentalny w Lekkoatletyce 2010 – bieg na 5000 m kobiet
Bieg na 5000 metrów kobiet – jedna z konkurencji rozegranych podczas pucharu interkontynentalnego w Splicie. Biegaczki rywalizowały 5 września – drugiego dnia zawodów.

## Rezultaty
| Poz. | Zawodniczka          | Reprezentacja  | Czas     |
| ---- | -------------------- | -------------- | -------- |
| 1    | Vivian Cheruiyot     | Afryka         | 16:05.74 |
| 2    | Sentayehu Ejigu      | Afryka         | 16:07.11 |
| 3    | Molly Huddle         | Ameryka        | 16:08.60 |
| 4    | Elvan Abeylegesse    | Europa         | 16:10.36 |
| 5    | Zakia Mrisho Mohamed | Afryka         | 16:12.94 |
| 6    | Shitaye Eshete       | Azja i Oceania | 16:15.47 |
| 7    | Jéssica Augusto      | Europa         | 16:18.20 |
| 8    | Megan Metcalfe       | Ameryka        | 16:29.63 |